# 登峰造擊
《登峰造擊》（英語：Million Dollar Baby）是克林·伊斯威特在2004年製作的電影，由克林·伊斯威特、希拉蕊·史旺與摩根·弗里曼等人主演。得到第77屆奧斯卡金像獎最佳影片、最佳女主角、最佳導演、最佳男主角、最佳男配角、最佳剪輯、最佳改編劇本等提名。最後獲得最佳影片、最佳導演、最佳女主角、最佳男配角等獎項。

## 劇情
玛格丽特-"玛吉"-菲茨杰拉德（Margaret "Maggie" Fitzgerald）是一名来自奥扎克山脉的女服务员，她出现在洛杉矶一家由-弗兰基-邓恩（Frankie Dunn）拥有和经营的破旧拳击馆 "Hit Pit"。邓恩是一个脾气暴躁的爱尔兰裔美国教练，据透露他与自己的女儿关系疏远。玛吉请求弗兰基训练她，但弗兰基拒绝了，因为他不训练女性，而她的年龄也不适合开始拳击生涯。弗兰基的朋友兼雇员—影片的叙述者--"斯科雷普"埃迪-杜普里斯鼓励并帮助了玛吉。弗兰基的得意门生 "大威利"-利特尔在不耐烦地拒绝了弗兰基的冠军邀请后，与成功的经纪人米奇-麦克签约。弗兰基勉强同意训练玛吉。
在弗兰基的指导下，玛吉在女子业余拳击比赛中一路过关斩将。由于她以快速击倒对手而闻名，弗兰基必须通过贿赂的方式让其他经理人让自己的见习拳手与她对阵。弗兰基拒绝了几场重要比赛的邀请，斯科雷普很担心，他为玛吉安排了一次与米奇-麦克的会面，但出于对弗兰基的忠诚，玛吉拒绝了。弗兰基给玛吉起了一个盖尔语绰号，绣在她的拳击服上：Mo Chuisle（影片中误拼为 "mo cuishle"），但并没有告诉她这个绰号的含义。玛吉不断赢钱，两人一起去欧洲旅行；玛吉最终攒够了给母亲买房子的钱，但她的母亲却斥责麦琪危及政府援助，声称家乡的每个人都在嘲笑她。
弗兰基终于愿意安排一场冠军争夺战。他为玛吉在拉斯维加斯争取到了一场价值 100 万美元的比赛，对手是 WBA 女子次中量级拳王、"蓝熊 "比莉-奥斯特曼（Billie "The Blue Bear" Osterman）。比赛开始后，玛吉占据了上风，但铃声响起后，比莉从背后用一记非法的脑后拳将她击倒在地。玛吉重重地摔在弗兰基助手放在角落的凳子上，摔断了脖子，四肢瘫痪，只能依靠呼吸机维持生命。弗兰基经历了悲伤的五个阶段，在否认中征求多位医生的意见，愤怒地抨击斯科雷普，并试图通过祈祷与上帝讨价还价。
在医院里，玛吉期待着家人的来访。他们先是游览了迪斯尼乐园和好莱坞环球影城，然后才来到医院。在一名律师的陪同下，他们唯一关心的是如何将玛吉的财产转移给他们。玛吉非常反感，她命令他们离开，并威胁说如果他们再试图联系她，就举报他们的福利欺诈行为。
玛吉很快患上了褥疮，并因腿部感染接受了截肢手术。然后，她请求弗兰基帮助她死去，并宣称她已经得到了生命中她想要的一切。惊恐万分的弗兰基拒绝了，于是玛吉后来咬破了自己的舌头，试图流血而死。弗兰基的牧师深知弗兰基对玛吉的父爱，他警告弗兰基，如果他答应玛吉的请求，他将再也找不到自己。弗兰基于是在一天晚上潜入医院，却不知道斯科雷普正在暗中监视。在注射致命的肾上腺素之前，他告诉玛吉 "mo chuisle "的含义： "我亲爱的和我的血" 他再也没有回到健身房。斯科雷普的叙述是写给弗兰基女儿的一封信，告诉她父亲的真实性格。

## 主要角色
| 演員                          | 角色                              | 說明                       |
| ----------------------------- | --------------------------------- | -------------------------- |
| 希拉里·史旺（Hilary Swank）   | 瑪姬（Maggie Fitzgerald）         | 女主角。                   |
| 奇連·伊士活（Clint Eastwood） | 法蘭奇（Frankie Dunn）            | 瑪姬的教練。               |
| 摩根·費曼（Morgan Freeman）   | 史克（Eddie "Scrap Iron" Dupris） | 前拳擊手，電影中負責旁白。 |

## 製作
编剧Paul Haggis根据拳击训练师 F.X. Toole 和 Jerry Boyd 所写的短篇故事 Rope Burns 改编而成。2004年6月至7月拍摄了30多天，取景地包括洛杉矶和华纳兄弟片场。

## 評價
烂番茄新鲜度92%，Metacritic上媒体综评86分，获得广泛赞誉。2022年8月，《IndieWire》列出40部最佳悲傷電影名冊裡，本片榜上有名。

## 提名及獲獎
| 獎項                 | 類別                       | 入圍及獲獎者 | 結果 |
| -------------------- | -------------------------- | ------------ | ---- |
| 第77屆奧斯卡金像獎   | 最佳影片獎                 | 登峰造擊     | 獲獎 |
| 第77屆奧斯卡金像獎   | 最佳導演獎                 | 奇連·伊士活  | 獲獎 |
| 第77屆奧斯卡金像獎   | 最佳女主角獎               | 希拉里·史旺  | 獲獎 |
| 第77屆奧斯卡金像獎   | 最佳男配角獎               | 摩根·費曼    | 獲獎 |
| 第77屆奧斯卡金像獎   | 最佳男主角獎               | 奇連·伊士活  | 提名 |
| 第77屆奧斯卡金像獎   | 最佳剪輯獎                 | 喬伊·考克斯  | 提名 |
| 第77屆奧斯卡金像獎   | 最佳改編劇本獎             | 保羅·海吉斯  | 提名 |
| 第62屆金球獎         | 最佳導演                   | 奇連·伊士活  | 獲獎 |
| 第62屆金球獎         | 剧情类电影最佳女主角       | 希拉莉·絲韻  | 獲獎 |
| 第62屆金球獎         | 最佳戲劇類影片             | 登峰造擊     | 提名 |
| 第62屆金球獎         | 最佳男配角                 | 摩根·費曼    | 提名 |
| 第62屆金球獎         | 最佳原創配樂               | 奇連·伊士活  | 提名 |
| 第9屆金衛星獎        | 最佳女主角                 | 希拉莉·絲韻  | 獲獎 |
| 第9屆金衛星獎        | 最佳劇本改編               | 登峰造擊     | 獲獎 |
| 第11屆美國演員工會獎 | 美國演員工會獎最佳女主角   | 希拉莉·絲韻  | 獲獎 |
| 第11屆美國演員工會獎 | 美國演員工會獎最佳男配角   | 摩根·費曼    | 獲獎 |
| 第11屆美國演員工會獎 | 美國演員工會獎最佳整體演出 | 登峰造擊     | 提名 |
| 第31屆法國電影凱撒獎 | 最佳外國電影               | 登峰造擊     | 獲獎 |

## 外部連結
- 開眼電影網上《登峰造擊》的資料（繁體中文）
- 豆瓣电影上《百万宝贝》的資料 （简体中文）
- 时光网上《百万宝贝》的資料（简体中文）
- AllMovie上《登峰造擊》的资料（英文）
- 爛番茄上《登峰造擊》的資料（英文）
- Box Office Mojo上《登峰造擊》的資料（英文）
- TCM电影资料库上《登峰造擊》的资料（英文）
- Metacritic上《登峰造擊》的資料（英文）
- 互联网电影数据库（IMDb）上《登峰造擊》的资料（英文）

| 獎項                              | 獎項                  | 獎項                  |
| --------------------------------- | --------------------- | --------------------- |
| 上一届： 《魔戒三部曲：王者再臨》 | 奧斯卡最佳影片 2004年 | 下一届： 《衝擊效應》 |

1. ↑  Alison Foreman and Kate Erbland. . IndieWire.   [2022-08-21]. 原始内容存档于2023-03-27 （英语）.